# Planckladdning
Planckladdning, betecknat {\displaystyle q_{\text{P}}}, är en laddningsenhet och en av de grundläggande Planckenheterna, ett måttenhetssystem som bygger på naturliga enheter. Planckladdning definieras som:
{\displaystyle q_{\text{P}}={\sqrt {4\pi \varepsilon _{0}\hbar c}}}
där {\displaystyle \hbar } är Diracs konstant och {\displaystyle \varepsilon _{0}} är den elektriska konstanten (permittiviteten för tomrum) samt {\displaystyle c} ljusets hastighet i vakuum.
Dess värde är ungefär 1,875 545 956(41) × 10−18 C eller 11,70624 e.